# Union des Groupes et Clubs Socialistes
De Union des Groupes et Clubs Socialistes UGCS, Nederlands: Unie van Socialistische Groepen en Clubs, was een politieke partij in Frankrijk, die bestond van 1967 tot 1969. De partij werd door Jean Poperen opgericht, nadat hij uit de Parti Socialiste Unifié was gezet. De Union des Groupes et Clubs Socialistes sloot zich aan bij de Fédération de la Gauche Démocrate et Socialiste FGDS, Federatie van de Linkse Democraten en Socialisten, een samenwerkingsverband van socialistische en linkse partijen.
De Union des Groupes et Clubs Socialistes ging in 1969 op in de nieuwe Parti socialiste PS, Socialistische partij.